# Dzicz

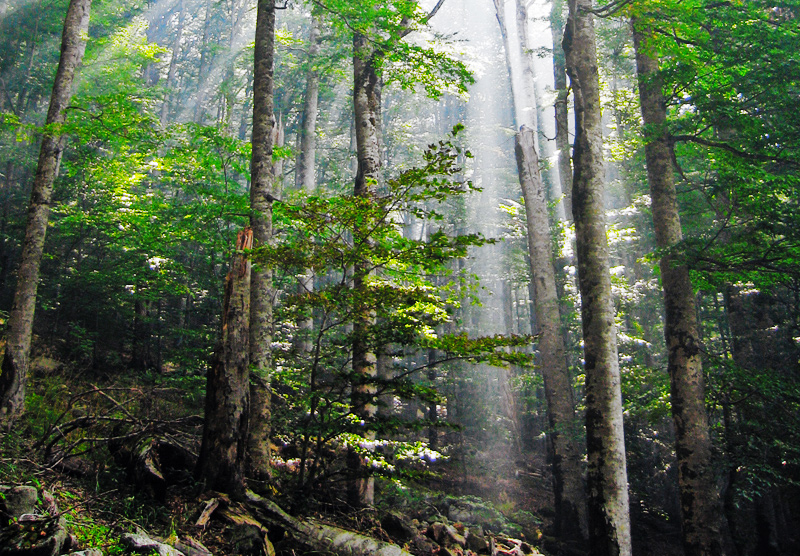
Stary las bukowy w Parku Narodowym Biogradska Gora

Dzicz − każde środowisko naturalne na Ziemi w mało znaczącym stopniu naruszone przez działalność człowieka, lub też ostatnie nietknięte obszary naszej planety, nad którymi ludzie nie sprawują kontroli, nie budują osiedli, dróg i linii przesyłowych. Obszary te są ważne dla przetrwania niektórych gatunków roślin i zwierząt oraz dla prowadzenia badań botanicznych, zoologicznych i ekologicznych. Pustkowia te dają schronienie dzikim roślinom i zwierzętom, które nie przetrwałyby w ogrodach zoologicznych, parkach bądź ogrodach dendrologicznych.
Słowo dzicz wywodzi się od przymiotnika „dziki”, czyli niekontrolowany, nieujarzmiony, a więc mogący odnosić się do obszaru, gdzie procesy naturalne odbywają się bez ingerencji człowieka. Terminem tym można określać puszcze, pustynie, góry, lądolody i głębie oceanów. 
W większości krajów świata obszary dziczy objęte są ochroną w postaci parków narodowych, rezerwatów ścisłych, rezerwatów przyrody lub refugiów, gdzie dopuszcza się pewną, ograniczoną ingerencję ludzką, jak na przykład gaszenie dzikich (tj. nie zawinionych przez człowieka) pożarów lasów, dokarmianie zwierzyny, czy niszczenie szkodników.